# Thomas Hart Benton (politico)
Thomas Hart Benton soprannominato "Old Bullion" (Hillsborough, 14 marzo 1782 – Washington, 10 aprile 1858) è stato un politico statunitense, senatore del Missouri e convinto sostenitore dell'espansione verso ovest degli Stati Uniti d'America.

## Gioventù
Benton nacque a Harts Mill, Carolina del Nord, nei pressi dell'odierna città di Hillsborough. Il padre era Jesse Benton, ricco avvocato e proprietario terriero morto nel 1790. Il nonno era Samuel Benton (~1720–1770) nato a Worcester in Inghilterra e trasferitosi nella provincia della Carolina del Nord. Anche Thomas H. Benton studiò legge all'Università della Carolina del Nord dove divenne membro della Philanthropic Society, ma nel 1799 fu espulso dopo aver ammessi di aver rubato soldi agli altri studenti. Quando Benton abbandonò il campus il giorno che fu espulso, si girò verso gli altri studenti che lo prendevano in giro dicendo "Me ne sto andando ma dannazione, sentirete ancora parlare di me". Lasciò gli studi per gestire la proprietà di famiglia, ma gli storici sostengono che Benton abbia utilizzato la cosa come motivazione per mostrarsi meritevole in seguito.
Attratto dalle opportunità dell'ovest, il giovane Benton si trasferì con la propria famiglia in una proprietà di 160 km² nei pressi di Nashville in Tennessee. Qui fondò una piantagione con scuole, chiese e segherie. La sua esperienza da pioniere gli instillò una devozione per la democrazia Jeffersoniana che seguì nella carriera politica.
Riprese gli studi di legge e fu ammesso alla Tennessee bar nel 1805, mentre nel 1809 fece un mandato da senatore statale. Attirò l'attenzione del "primo cittadino" del Tennessee Andrew Jackson, sotto la cui ala rimase per tutti gli anni passati in Tennessee.
Allo scoppio della guerra anglo-americana, Jackson nominò Benton suo aiutante di campo, con il grado di tenente colonnello. Benton fu assegnato a rappresentare gli interessi di Jackson presso gli uffici militari di Washington. Questo incarico lo irritò, dato che gli impediva di fare esperienza di combattimento. Nel 1813 Benton fu impegnato in uno scontro di frontiera con Jackson, nel quale lo stesso Jackson fu ferito.

## Carriera da senatore

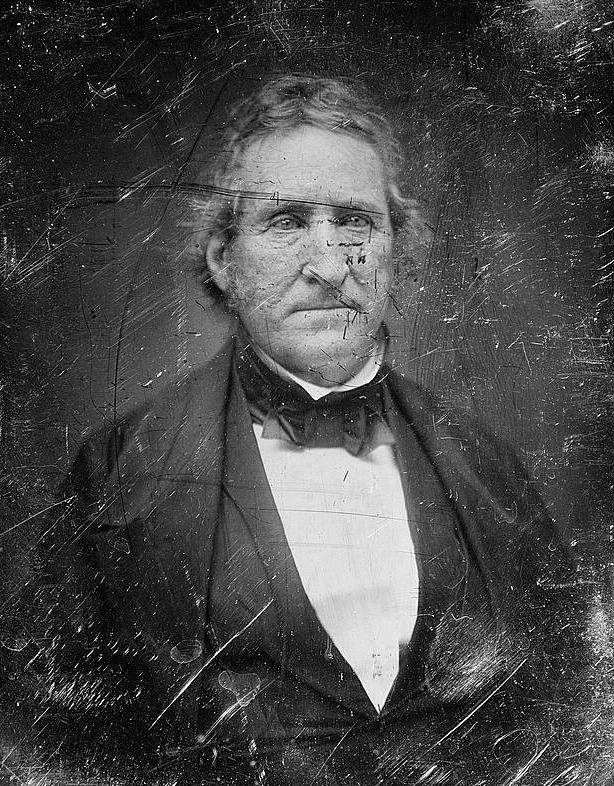
Il senatore Benton tra il 1844 ed il 1858 ritratto da Mathew B. Brady

Dopo la guerra, nel 1815, Benton trasferì la sua proprietà nel neonato territorio del Missouri. In Tennessee era comunque sotto l'ombra di Jackson, mentre in Missouri poteva essere un pesce grosso nell'ancora piccolo stagno. Prese casa a Saint Louis dove esercito una carriera legale e pubblicò il Missouri Enquirer, secondo maggior giornale ad ovest del Mississippi.
Nel 1817, durante un processo, lui e l'altro avvocato Charles Lucas si accusarono a vicenda di mentire. Quando Lucas lo affrontò nelle elezioni, accusò Benton di non aver pagato le tasse e quindi di non poter concorrere. Benton accusò Lucas di essere un "pupazzo" e Lucas sfidò Benton a duello. Il duello si svolse su Bloody Island, Lucas fu colpito alla gola e Benton al ginocchio. Dopo aver perso molto sangue, Lucas disse di essere stato soddisfatto e Benton gli concesse di non terminare il duello. Girarono voci secondo cui Benton, miglior tiratore, aveva scelto la distanza di 10 metri per favorirsi. Benton sfidò Lucas ad una rivincita a Bloody Island con colpi da 3 metri. Lucas fu colpito vicino al cuore e prima di morire disse a Benton «Non devo e non posso dimenticarvi». Quando Lucas morì disse: «Io posso dimenticarvi-Io vi dimentico».
Il compromesso del Missouri del 1820 trasformò il territorio in uno Stato, e Benton fu eletto come suo primo senatore.
Dopo l'elezione presidenziale del 1824, in cui il candidato Andrew Jackson ricevette solo la maggioranza relativa dei voti e perse contro John Quincy Adams per la Camera dei rappresentanti, Benton e Jackson si unirono. Benton divenne capo dei senatori del partito Democratico-Repubblicano mentre, e come tale contestò duramente la banca degli Stati Uniti d'America. Jackson fu censurato dal Senato nel 1834 per aver annullato lo statuto della banca.
Benton fu un convinto sostenitore della "moneta dura", ovvero le monete d'oro o i lingotti invece della moneta di carta. La "moneta morbida", secondo lui, favoriva i ricchi dell'est alle spese dei piccoli agricoltori e dei commercianti dell'ovest. Propose una legge che chiedeva il pagamento della terra federale solo in moneta metallica, la sua proposta fu bocciata dal Congresso ma poi sancita con un ordine esecutivo, lo Specie Circular, da Jackson (1836). La sua posizione sulla moneta gli valse il soprannome di Old Bullion (Vecchio Lingotto).
La grande preoccupazione del senatore Benton, però fu l'espansione territoriale degli Stati Uniti d'America per venire incontro al loro "destino manifesto" di potenza continentale. Originariamente considerava come confine naturale degli Stati Uniti le Montagne Rocciose, ma allargò quest'idea fino a giungere alla costa del Pacifico. Considerava insicura la terra non colonizzata, e lavorò instancabilmente per creare nuovi insediamenti. La sua lotta alla moneta morbida serviva per scoraggiare la speculazione terriera, e quindi favorire gli insediamenti.
Benton fu utile all'amministrazione del territorio dell'Oregon. Con il trattato del 1818 l'Oregon era stato occupato da Stati Uniti d'America e Regno Unito. Benton sostenne una colonizzazione dell'Oregon e del confine canadese a favore degli Stati Uniti. L'attuale confine del 49º parallelo istituito dal trattato dell'Oregon del 1846 fu la sua scelta. Si oppose all'estremismo del movimento "Fifty-four forty or fight" durante la disputa sul confine dell'Oregon.

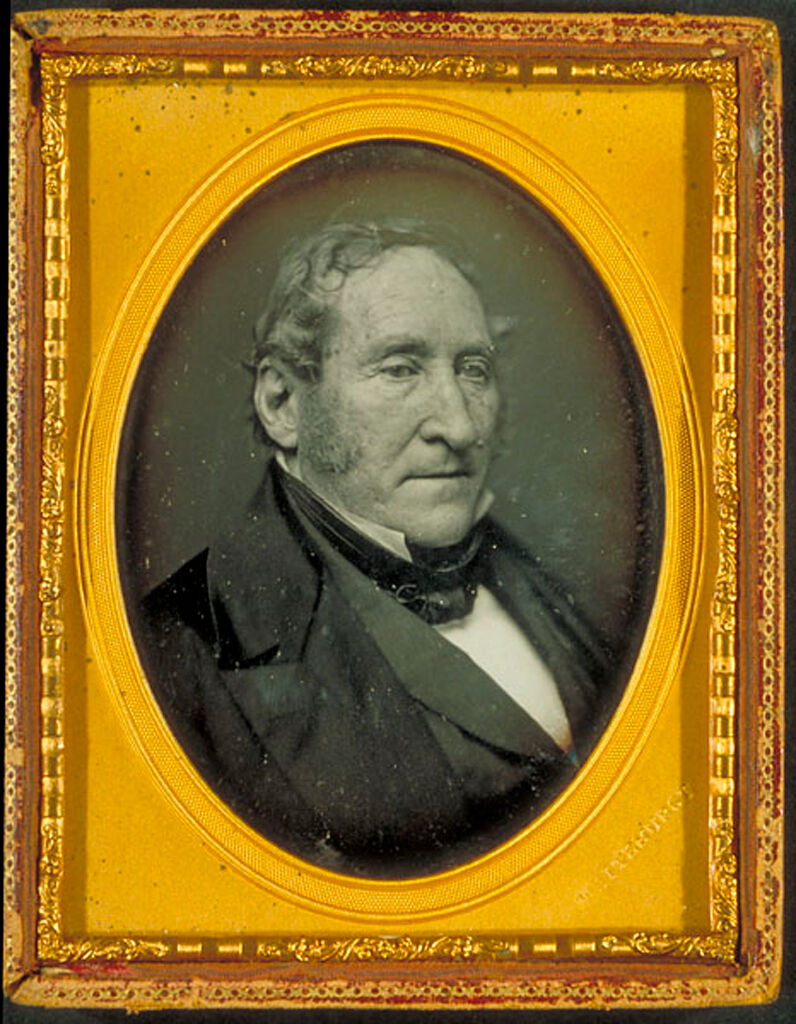
Dagherrotipia di Thomas Hart Benton, circa 1850

Benton fu l'autore dei primi Homestead Act, che incoraggiarono gli insediamenti concedendo diritti terrieri a chiunque ne volesse coltivare il suolo. spinse per una dettagliata esplorazione dell'ovest, compreso il sostegno alle numerose tratte del cognato John Charles Frémont. Sostenne pubblicamente la ferrovia intercontinentale e un maggior uso del telegrafo per le comunicazioni su lunga distanza. Lottò anche per la cacciata dei francesi e lo spostamento dei nativi americani in favore dei coloni europei.
Fu un oratore e capo di prima scelta, in grado di appoggiare o contrastare i colleghi senatori Daniel Webster, Henry Clay e John Calhoun. Nonostante fosse un espansionista si opponeva ai comportamenti avidi e subdoli. Benton sostenne l'annessione del Texas e propose l'abrogazione del trattato Adams-Onís del 1819 nel quale gli Stati Uniti rinunciavano a quel territorio, ma si oppose alle macchinazioni che portarono alla sua annessione nel 1845 ed alla guerra messico-statunitense. Credeva che l'espansione fosse una cosa buona per il paese, e non per le tasche di alcuni singoli individui.
Il 28 febbraio 1844 Benton fu presente all'esplosione della USS Princeton quando un cannone fece cilecca sul ponte durante un giro del fiume Potomac. L'incidente uccise più di sette persone, tra cui il Segretario di Stato Abel Parker Upshur ed il Segretario alla Marina Thomas Walker Gilmer, e ne ferì oltre trenta. Benton fu uno dei feriti, ma l'infortunio non fu grave e non perse neanche un giorno di lavoro.
La sua lealtà al partito Democratico (Stati Uniti d'America) fu leggendaria. Benton fu il braccio destro di Andrew Jackson durante la legislatura, prima di diventarlo per Martin Van Buren. Con l'elezione di James Knox Polk, però, il suo potere iniziò a diminuire e la sua opinione si differenziò da quella del partito. La sua carriera ebbe un blocco con il problema dello schiavismo. Benton, sudista e proprietario di schiavi, contrasto l'idea. Entrò in contrasto con i colleghi Democratici come John Calhoun. Nel 1849 si dichiarò "contro l'istituzione dello schiavismo" ritrovandosi contro il proprio partito e l'opinione pubblica dello stato. Nell'aprile 1850, durante un'infuocata sessione del Senato sulla proposta del compromesso del 1850, Benton fu quasi colpito da uno sparo partito da un senatore del Mississippi, tale Henry Stuart Foote, offeso dalle critiche di Benton al vicepresidente Millard Fillmore. Foote fu bloccato a terra e disarmato.
Benton fu il soggetto delle biografie di due uomini che poi divennero presidenti statunitensi. Nel 1887 Theodore Roosevelt pubblicò una biografia di Benton. Benton fu anche uno degli otto senatori descritti da John Fitzgerald Kennedy in Ritratti del coraggio.

## Ultimi anni

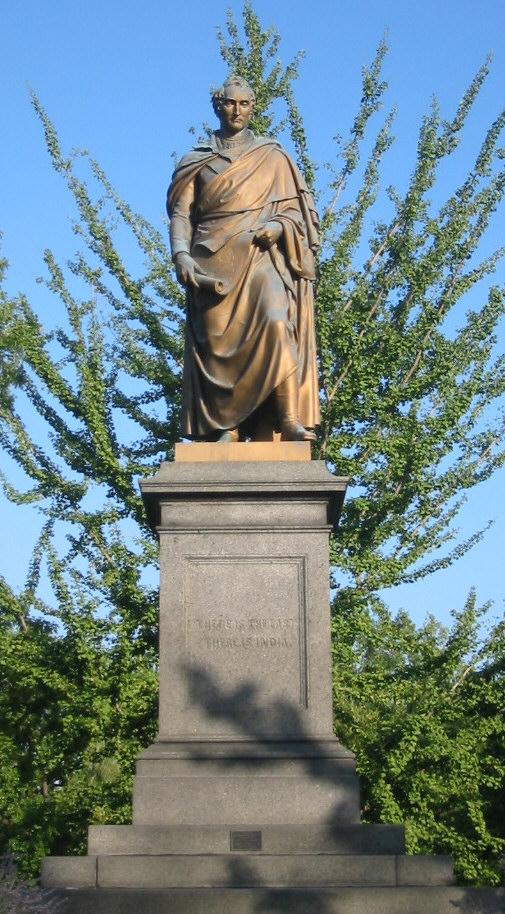
Statua di Benton scolpita da Harriet Hosmer eretta nel 1868 a Saint Louis nel Lafayette Park

Nel 1851 a Benton fu negato il sesto mandato dalla legislatura del Missouri. La polarizzazione del problema dello schiavismo rese impossibile per un moderato unionista mantenere un seggio senatoriale per quello stato. Nel 1852 vinse l'elezione alla Camera dei rappresentanti, ma la sua opposizione al compromesso del Missouri lo portò alla sconfitta nel 1854. Si presentò all'elezione come governatore del Missouri nel 1856 ma perse nei confronti di Trusten Polk. Lo stesso anno suo cognato John Charles Frémont corse per la presidenza nel partito Repubblicano, ma Benton fu lealista fino alla fine e votò il candidato democratico James Buchanan.
Nel 1854 pubblicò una propria autobiografia, Thirty Years' View, prima di morire a Washington due anni più tardi. I suoi discendenti continuarono ad essere importanti in Missouri: il pronipote Thomas Hart Benton fu un famoso pittore del XX secolo.
Benton fu sepolto nel cimitero di Bellefontaine a Saint Louis.

## Legami familiari
Benton fu legato per matrimonio o per sangue a molti luminari del XIX scolo. Due suoi nipoti (il generale sudista Samuel Benton del Mississippi ed il generale nordista Thomas H. Benton Junior dello Iowa) combatterono su fronti opposti la guerra civile. Fu cognato del senatore/governatore James McDowell della Virginia, suocero dell'esploratore e generale unionista John Charles Frémont e cugino di secondo grado dei senatori Henry Clay e James Brown, entrambi sposati con cugine di Benton. Suo nipote Maecenas Eason Benton fu eletto al Congresso, ed era il padre del pittore Thomas Hart Benton.

## Retaggio

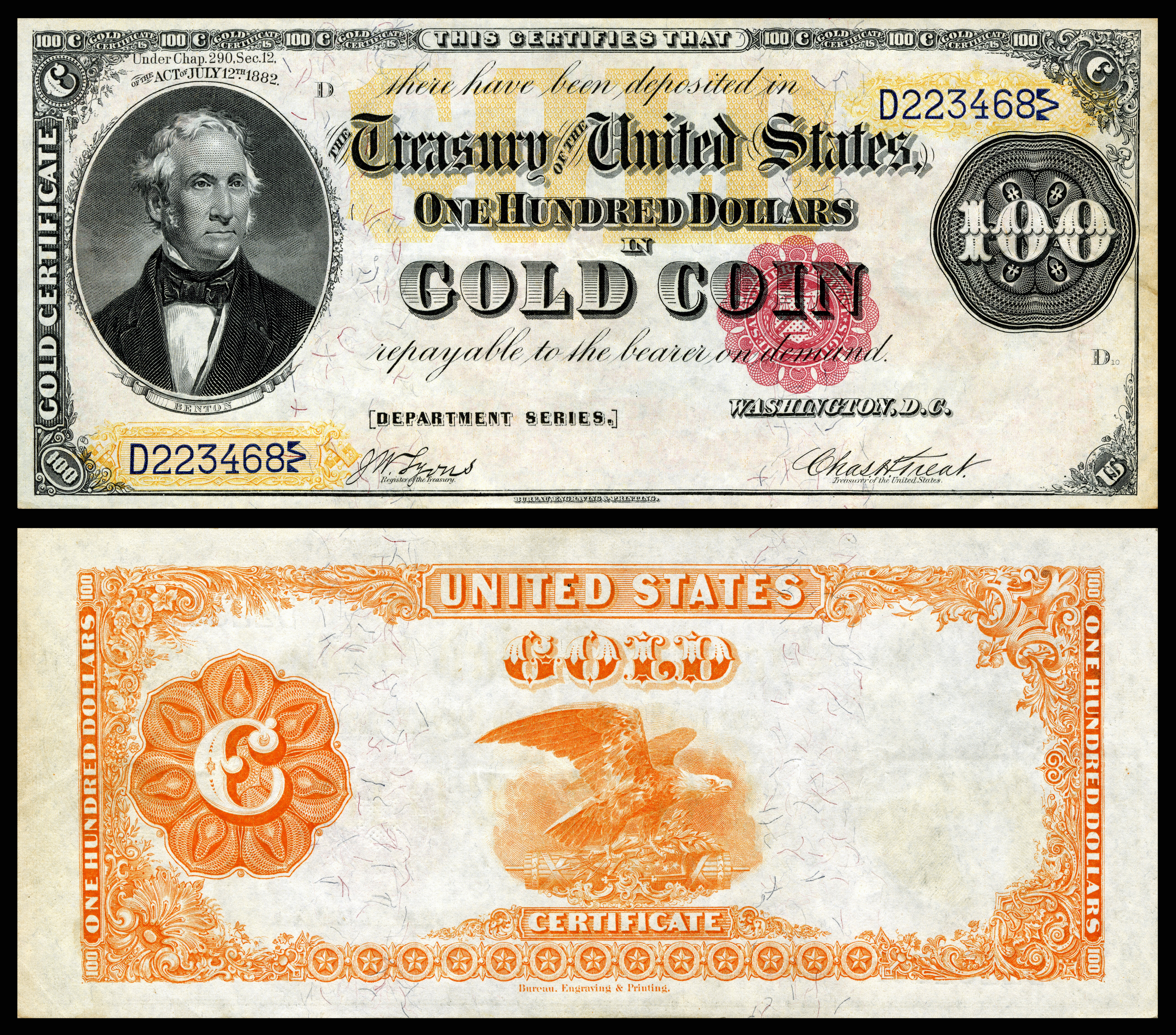
Benton raffigurato su certificato d'oro del 1882 da 100 dollari

Sette stati (Arkansas, Indiana, Iowa, Minnesota, Missouri, Oregon e Washington) hanno contee con il nome di Benton. Due contee (Contea di Calhoun in Alabama e contea di Hernando in Florida) si chiamavano un tempo contea di Benton. Durante la ricostruzione il nome della contea di Benton (Mississippi) fu travisata dai residenti come dedicata a Benton. Bentonville (Indiana) prende il nome dal senatore. Inoltre il trading post per il commercio delle pelli e l'attuale comunità di Fort Benton, Montana (nata nel 1846) prendono il nome da Benton.